# Przejście graniczne Puńców-Kojkovice
Przejście graniczne Puńców-Kojkovice – polsko-czeskie przejście graniczne małego ruchu granicznego położone w województwie śląskim, w powiecie cieszyńskim, w gminie Goleszów, zlikwidowane w 2007.

## Opis
Przejście graniczne Puńców-Kojkovice zostało utworzone 19 lutego 1996. Czynne było codziennie w godz. 6.00–22.00. Dopuszczony był ruch pieszych, rowerzystów, motorowerami o pojemności skokowej silnika do 50 cm³ i transportem rolniczym. Odprawę graniczną i celną wykonywały organy Straży Granicznej. Doraźnie kontrolę graniczną osób, towarów i środków transportu wykonywała Strażnica SG w Lesznej Górnej.
21 grudnia 2007 na mocy układu z Schengen przejście graniczne zostało zlikwidowane.

### Przejścia graniczne z Czechosłowacją
W okresie istnienia Czechosłowackiej Republiki Socjalistycznej funkcjonowało w tym miejscu polsko-czechosłowackie przejście graniczne małego ruchu granicznego Puńców-Kojkovice – II kategorii. Zostało utworzone 13 kwietnia 1960. Dopuszczony był ruch osób i środków transportu na podstawie przepustek w związku z użytkowaniem gruntów. Otwierane było po wzajemnym uzgodnieniu umawiających się stron. Odprawę graniczną i celną wykonywały organy Wojsk Ochrony Pogranicza. Kontrolę graniczną osób, towarów i środków transportu wykonywała Strażnica WOP Leszna Górna.
Formalnie przejście graniczne zostało zlikwidowane 24 maja 1985.
W II RP istniało polsko-czechosłowackie przejście graniczne Puńców-Kojkovice (miejsce przejściowe po drogach ulicznych), w rejonie kamienia granicznego nr 71. Był to punkt przejściowy z prawem dokonywania odpraw mieszkańców pogranicza, bez towarów w czasie i na zasadach obowiązujących urzędy celne, ustawione przy drogach kołowych. Dopuszczony był mały ruch graniczny. Przekraczanie granicy odbywało się na podstawie przepustek: jednorazowych, stałych i gospodarczych.